# Dodge City (Alabama)
Dodge City é uma cidade  localizada no estado americano do Alabama, no Condado de Cullman.

## Demografia
Segundo o censo americano de 2000, a sua população era de 612 habitantes.
Em 2006, foi estimada uma população de 635, um aumento de 23 (3.8%).

## Geografia
De acordo com o United States Census Bureau, a localidade tem uma área de 8,1 km², sem área coberta por água.

## Localidades na vizinhança
O diagrama seguinte representa as localidades num raio de 24 km ao redor de Dodge City.